# بوسسا
بوسسا (به لاتین: Boossa) یک منطقهٔ مسکونی در سری‌لانکا است که در استان جنوبی (سری‌لانکا) واقع شده‌است.. 
بوسسا یک منطقه مسکونی زیبا در سریلانکا است. سریلانکا، این جزیره ی زمردین، در قاره آسیا و در منطقه جنوب آسیا واقع شده است. به طور دقیق تر، سریلانکا در اقیانوس هند و در جنوب شبه قاره هند قرار دارد.
بنابراین، بوسسا که در استان جنوبی سریلانکا قرار دارد، در قاره آسیا و در منطقه جنوب آسیا جای گرفته است. این موقعیت جغرافیایی به بوسسا و کل سریلانکا آب و هوای گرمسیری، مناظر طبیعی سرسبز و فرهنگی غنی و متنوع بخشیده است